# Základní škola Sirotkova
Základní škola Sirotkova je základní školou v Brně, městské části Brno-Žabovřesky. Založena byla roku 1908, tehdy ještě jako měšťanská dívčí škola. Od roku 1980 realizuje výběrové páté třídy se zaměřením na matematiku a informatiku, o které je velký zájem.

## Zaměření školy
Kromě zaměření na matematiku je ve škole povinná výuka anglického jazyka, a to už od 3. ročníku (od 1. ročníku mohou žáci navštěvovat zájmový kroužek). Kromě povinných předmětů daných osnovou si žáci 7. až 9. ročníku musí zvolit některý z těchto předmětů: informatika (nepovinná už na I. stupni), využití informačních technologií, německý jazyk, seminář z českého jazyka, pohybová výchova, domácnost nebo technické práce.
Žáci mohou navštěvovat výtvarný a keramický, dramatický, šachový či turisticko-poznávací kroužek; dalšími mimoškolními aktivitami jsou pohybové hry, fotbálek, němčina hrou, španělština, lidové tance, hra na flétnu, hra na klavír, MENSA.

## Dispozice školy
Ve škole se nachází 19 odborných učeben: učebna speciálního pedagoga I. a II., fyzika, chemie, přírodopis I. a II., zeměpis I. a II., informatika I., II. i III., hudební výchova, pracovní činnosti, výtvarný ateliér, keramická dílna, školní dílna, cvičná kuchyňka, posilovna, malá tělocvična a nově také dvě velké tělocvičny. Škola také disponuje školní knihovnou.Odborné učebny pro výuku naukových předmětů jsou vybaveny audiovizuální technikou, dataprojektory a notebooky s možností připojení na internet. V učebnách přírodopisu jsou interaktivní tabule ActivBoard, které škola získala od MŠMT.
Další interaktivní tabule škola zakoupila z vlastních a sponzorských zdrojů. V současné době je interaktivní tabule ve všech učebnách školy.

## Projekt Můj deváťák
Na škole probíhal projekt pojmenovaný „Můj deváťák“, kdy si na začátku nového školního roku vybere do školy nastoupivší prvňák jednoho ze studentů devátého ročníku, a ten mu pak v průběhu celého školního roku může pomáhat s adaptací do školního prostředí.